# Coupe de Belgique masculine de handball 2015-2016
Navigation
Édition précédente Édition suivante
La Coupe de Belgique masculine de handball est la 52e édition de cette compétition organisée par l'Union royale belge de handball (URBH). Elle voit en finale la victoire du Sporting Neerpelt-Lommel sur Olse Merksem HC au Sportcomplex Sorghvliedt de Neerpelt, sur le score de 31 à 24.

## Phase finale

### Huitième de finale
- : Tenant du titre

| LFH | VHV |
| - HC Kraainem - EHC Tournai - RHC Grâce-Hollogne - Jeunesse Jemeppe - KTSV Eupen 1889 - HC Eynatten-Raeren - HC Visé BM - Union beynoise | - HB Sint-Truiden - Apolloon Kortrijk - Sporting Neerpelt-Lommel - Callant Tongeren - Olse Merksem HC - Qubic Achilles Bocholt - KV Sasja HC Hoboken - Hubo Initia HC Hasselt |

| Club               | Résultat | Club                     | Lieu                                              | Date, heure                 |
| ------------------ | -------- | ------------------------ | ------------------------------------------------- | --------------------------- |
| HC Kraainem        | 27-40    | Sporting Neerpelt-Lommel | Hall des sports de Kraainem, Kraainem             | Mercredi 11 novembre, 14h00 |
| EHC Tournai        | 27-42    | HC Visé BM               | Hall des Sports de la C.E.T., Tournai             | Mercredi 11 novembre, 15h00 |
| RHC Grâce-Hollogne | 29-34    | Union beynoise           | Hall omnisports de Grâce-Hollogne, Grâce-Hollogne | Mercredi 11 novembre, 16h00 |
| HB Sint-Truiden    | 15-33    | Callant Tongeren         | Sporthal Jodenstraat, Saint-Trond                 | Mercredi 11 novembre, 17h00 |
| Jeunesse Jemeppe   | 16-26    | Olse Merksem HC          | Hall omnisports des Bois de Monts, Seraing        | Mercredi 11 novembre, 17h00 |
| Apolloon Kortrijk  | 19-48    | Qubic Achilles Bocholt   | ?, Courtrai                                       | Mercredi 11 novembre, 17h30 |
| KTSV Eupen 1889    | 28-37    | KV Sasja HC Hoboken      | Sportzentrum Eupen , Eupen                        | Mercredi 11 novembre, 20h15 |
| HC Eynatten-Raeren | 22-36    | Hubo Initia HC Hasselt   | Sporthalle Eynatten, Raeren                       | Mercredi 11 novembre, 20h30 |

### Quart de finale
- : Tenant du titre

| LFH                                                     | VHV |
| - HC Visé BM (Division 1) - Union beynoise (Division 1) | - Qubic Achilles Bocholt (BeNe League) - Hubo Initia HC Hasselt (BeNe League) - Callant Tongeren (BeNe League) - KV Sasja HC Hoboken (BeNe League) - Olse Merksem HC (Division 1) - Sporting Neerpelt-Lommel (Division 1) |

| Club                     | Résultat | Club                   | Lieu                                      | Date, heure               |
| ------------------------ | -------- | ---------------------- | ----------------------------------------- | ------------------------- |
| HC Visé BM               | 33-34    | Qubic Achilles Bocholt | Hall Omnisports de Visé, Visé             | Samedi 19 décembre, 18h00 |
| Union beynoise           | 26-40    | Hubo Initia HC Hasselt | Hall Omnisports Edmond Rigo, Beyne-Heusay | Samedi 19 décembre, 20h00 |
| KV Sasja HC Hoboken      | 20-24    | Callant Tongeren       | Sportcomplex Sorghvliedt, Hoboken         | Samedi 19 décembre, 20h15 |
| Sporting Neerpelt-Lommel | 31-24    | Olse Merksem HC        | Sportcomplex Sorghvliedt, Neerpelt        | Samedi 19 décembre, 20h30 |

### Demi-finales
| LFH | VHV |
|     | - Qubic Achilles Bocholt (BeNe League) - Callant Tongeren (BeNe League) - Hubo Initia HC Hasselt (BeNe League) - Sporting Neerpelt-Lommel (Division 1) |

| Club                     | Résultat | Club                   | Lieu                             | Date, heure              |
| ------------------------ | -------- | ---------------------- | -------------------------------- | ------------------------ |
| Callant Tongeren         | 36-31    | Qubic Achilles Bocholt | Eburons Dôme Tongeren, Tongres   | Samedi 13 février, 20h15 |
| Sporting Neerpelt-Lommel | 25-24    | Hubo Initia HC Hasselt | Sportcentrum Dommelhof, Neerpelt | Samedi 13 février, 20h30 |

### Finale
La finale se disputa au Sporthal Alverberg de Hasselt le 2 avril 2016 à 20 h 10.
Elle opposa le Callant Tongeren, affilié à la VHV à la formation du Sporting Neerpelt-Lommel, affilié à la VHV lui aussi.
C'est la dixième finale pour le Callant Tongeren et la seizième pour le Sporting Neerpelt-Lommel.
| LFH | VHV                                                                      |
|     | - Callant Tongeren (BeNe League) - Sporting Neerpelt-Lommel (Division 1) |

| 2 avril 2016 - 20h10 | Callant Tongeren | 31 - 19 | Sporting Neerpelt-Lommel | Sporthal Alverberg, Hasselt |

## Vainqueur
| Coupe de Belgique de handball 2015-2016 Callant Tongeren 6e titres |